# Oncholaimus brevicaudatus
Oncholaimus brevicaudatus är en rundmaskart som beskrevs av Nikolai Nikolaievich Filipjev 1918. Oncholaimus brevicaudatus ingår i släktet Oncholaimus och familjen Oncholaimidae. Inga underarter finns listade i Catalogue of Life.